# Atolinga
Atolinga è una municipalità dello stato di Zacatecas, nel Messico centrale, il cui capoluogo è la omonima località.
Conta 2.692 abitanti (2010) e ha una estensione di 280,98 km².